# 阿拉木汗
阿拉木汗（阿拉木罕・阿拉木汉，維吾爾語：ئالمىخان‎）是一首维吾尔族的歌曲至王洛宾转录制并以中文传播到世界的歌曲。在19世纪中叶，高昌区有一位名叫阿拉木汗的美丽女子。有一首关于她的舞曲。1940年代，王洛宾将其歌词翻译成汉语。